# 血腥星期日 (1905年)

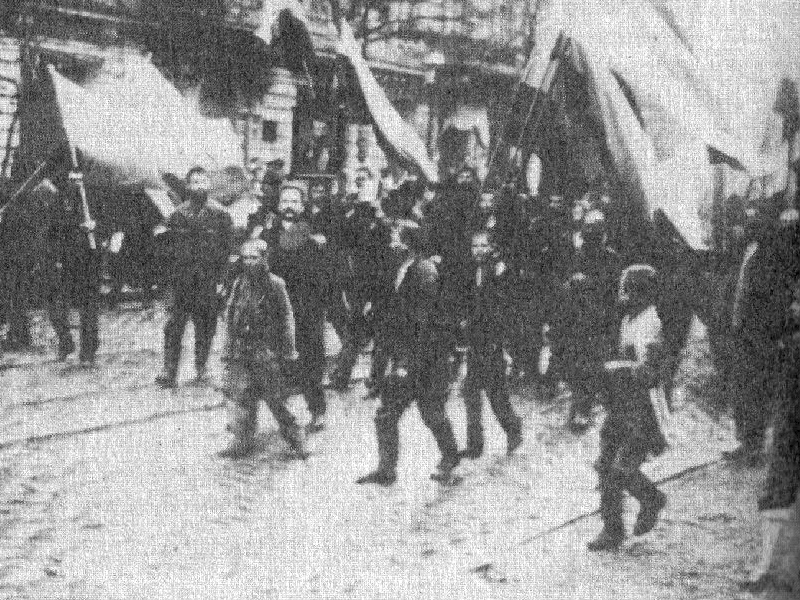
往冬宮遊行的群眾

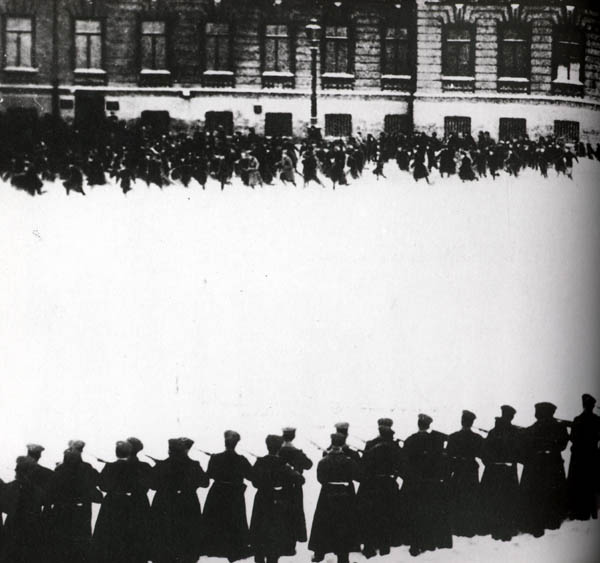
士兵向示威者射击。

血腥星期日是俄羅斯帝國政府與示威群眾的一起衝突，為1905年俄国革命的開端。

## 历史
1905年1月22日，在格奥尔基·加邦神父的領導下，三萬多名俄國工人聚集在聖彼得堡冬宮廣場上，向沙皇尼古拉二世呈遞一份有關改革社會與政治制度的請願書。他們首先要求選舉民意代表，其次要求農業改革、減輕農民沉重的負擔，以及實行宗教自由等。
帝俄政府剛開始靜待觀變，未採取任何行動。但不知誰先開了一槍，官方乃下令展開血腥鎮壓。軍隊以武力驅散工人，造成数百人死亡。這一天被稱為“聖彼得堡血腥的星期日”。俄國的工人對沙皇作出改革的希望從此徹底幻滅，而大大小小的罷工、集會以及暗殺行動也層出不窮。
帝俄政府對此一事件的報告是：“加邦的煽動演說，藐視宗教權威，鼓動工人，使他們群聚在皇宮前，因拒絕服從警察的命令，直接與軍隊發生衝突，導致了血腥的衝突。”